# Осберг, Салли
Салли Осберг (англ. Sally Osberg; род. 25 апреля 1950, Бостон, США) — бывший президент и исполнительный директор Фонда Сколла. Сотрудничала с основателем и председателем фонда Джеффри Сколлом. Основала детский исследовательский музей открытий Сан-Хосе и была там исполнительным директором.
Салли Осберг присоединилась к Фонду Сколла в феврале 2001 года. За этот период Фонд Сколла инвестировал более, чем в 100 предприятий, которые возглавляли социальные предприниматели по всему миру. Салли Осберг также основала Центр социального предпринимательства Сколла и бизнес-школу Саид Оксфордского университета, учредила ежегодный Всемирный форум Сколла по социальному предпринимательству.

## Публикации и выступления
В 2015 году Салли Осберг в соавторстве с Роджером Мартином написала книгу «Выходя за рамки лучшего: Как работает социальное предпринимательство» (впоследствии переведена на русский язык). В этой книге описывается, как социальные предприниматели ориентируются на системы, существующие в стабильном, но несправедливом равновесии, превращают их в совершенно новые, превосходные и устойчивые положения равновесия. Все эти лидеры развивают, строят и масштабируют свои решения способами, которые приводят к революционным изменениями, которые способны сделать мир честнее и лучше.
В статье-манифесте «Социальное предпринимательство нуждается в точном определении», опубликованной в «Stanford Social Innovation Review» в 2007 году, Осберг и Мартин аргументировали необходимость более строгого определения и заложили ограничения понятия «социальное предпринимательство» в этой быстро развивающейся области.
Салли Осберг также писала о социальном предпринимательстве для Harvard Business Review, Rotman magazine, Financial Times, CNN и других. У неё брали интервью Forbes, The Huffington Post, Bloomberg Television. Делала доклады и вела лекции в университете Санта-Клары, Стэнфордском университете, Global Social Benefit Incubator, Global Social Benefit Incubator, USC Center on Philanthropy and Public Policy.

## Организации
- Совет директоров Фонда Сколла[19]
- Фонд глобальных угроз Сколла, совет директоров[20]
- Oracle Education Foundation[англ.], совет директоров[21]
- The Elders, советник[22]
- Social Progress Imperative, член-учредитель[23]
- Partners for Sustainable Development, совет директоров[24]

## Награды
- 2015 NonProfit Times Топ-50 победителей Power and Influence[25]
- Награда Джона Гарднера[англ.] от Американского Лидерского форума[26]
- Награда «Magis Global Changemaker» от Университета Санта-Клары[27]